# Igreja de São Salvador em Primicério
San Salvatore in Primicerio, conhecida mais tarde como San Trifone, era uma igreja de Roma, Itália, localizada no rione Ponte, na Via dei Tre Archi, perto da Piazza Fiammetta, demolida na década de 1930. Era dedicada a Jesus Salvador.

## História
Uma lápide no interior da igreja atesta que ela foi consagrada na época do papa Pascoal II pelo bispo de Óstia, Leão, em 1113. O nome "primicerio" deriva de uma importante característica do interior da igreja romana, da qual a nova dependia: a insígnia do primicério ornava sua fachada.
No decurso do século XV, a igreja obteve do abade de São Paulo fora das Muralhas todos os rendimentos da igreja de Santo Stefano di Sutri, pois não havia meios suficientes para o sustento de seus presbitérios (em latim: cum ecclesie S. Salvatoris fructus ad victum et vestitum nullo modo sufficiant). Este fato é importante para explicar a perda de autoridade e importância do primicério na igreja de Roma.
Popularmente, a igreja era conhecida por outro nome, geralmente corruptelas do nome original: San Salvatore de Locereo, San Salvatore in primoscero, San Salvatorello, San Salvatore alla Volpe (uma referência a um "vicolo della volpe" nas imediações da Piazza Fiammetta). 
Em 1604, a igreja foi entregue à "Confraria do Santíssimo Sacramento", dedicada antes aos Santos Trifão e Camilo, que haviam abandonado sua sede anterior, a igreja de San Trifone in Posterula, na via della Scrofa. A partir daí, esta igreja passou a ser conhecida como "San Trifone". Em ruínas e empobrecida, foi restaurada pelo reitor da confraria em 1676.
No interior da igreja havia três altares, o altar-mor e dois laterais. O edifício inteiro foi demolido na década de 1930.